# Jorada
Jorada es una ciudad censal situada en el distrito de Angul en el estado de Odisha (India). Su población es de 4428 habitantes (2011). Se encuentra a 112 km de Bhubaneswar y a 104 km de Cuttack.

## Demografía
Según el censo de 2011 la población de Jorada era de 4428 habitantes, de los cuales 2423 eran hombres y 2005 eran mujeres. Jorada tiene una tasa media de alfabetización del 85,62%, superior a la media estatal del 72,87%: la alfabetización masculina es del 92,72%, y la alfabetización femenina del 77,11%.